# Curt Björkquist

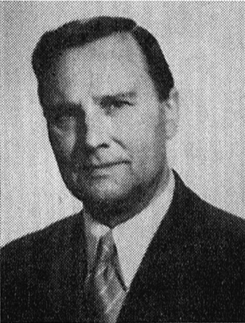
Curt Björkquist

Curt Björkquist, född 29 april 1902 i Gideå församling, Västernorrlands län, död 22 juli 1987 i Sollentuna församling, Stockholms län, , var en svensk författare och förlagsman.

## Verksamhet
Björkquist var verksam inom pingströrelsen bland annat inom Förlaget Filadelfia, Norrmans Förlag och tidskriften Evangelii Härold. Han författade också ett antal böcker av teologisk och kyrkohistorisk karaktär som präglades av hans språksinne och akademiska utbildning. Han var filosofie kandidat vid Uppsala universitet, men hade även studerat teologi. 
Han var en av Lewi Pethrus närmaste medarbetare och arbetade med pingströrelsens förlagsverksamhet och tidningsutgivning. År 1959 gav han ut en historik över den svenska pingströrelsen.

## Familj
Curt Björkquist var son till kontraktsprosten Jonas Erik Björkquist och Clementine Aurén samt 
bror till grundaren av Sigtunastiftelsen och Stockholms förste biskop, Manfred Björkquist. 
Han  var från 1937 gift med Märta Dagmar Elisif Björkquist (1906–1978) och från 1979 med Anna Maria Björkquist (1911–2001). De är begravda på Silverdals griftegård i Sollentuna.